# 韩德培

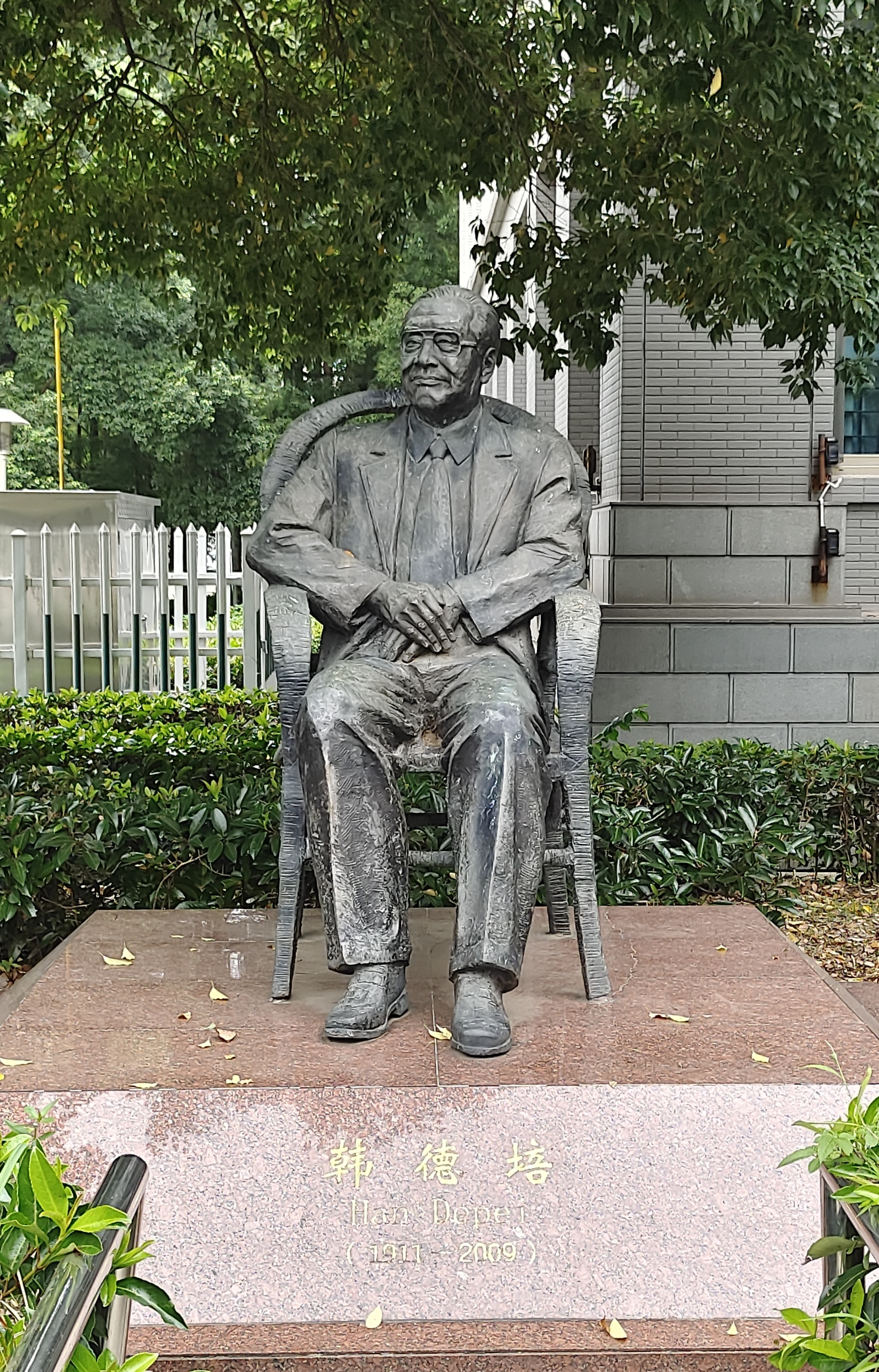
韓德培塑像，位於武漢大學法學院處

韩德培（1911年2月6日—2009年5月29日），原名蕾生，男，江苏如皋人，原籍江蘇南京，中国法学家、法学教育家，武汉大学法学院教授，主要研究国际私法、国际公法、法理学等，被认为是中国国际私法学界的泰斗。通晓英、法、德文。

## 生平
1930年考入国立浙江大学史政系，半年后浙江大学史政系停办，转入中央大学法律系。1934年毕业于国立中央大学法学院，获法学学士学位。1939年考取中英庚款出国研究，在多伦多大学研究国际私法，后获硕士学位，其留学考试试卷是国际法学家周鲠生批阅的。1942年入哈佛大学法学院学习研究。
1945年，韩德培受当时任国立武汉大学校长的周鲠生之聘，回国任武汉大学法律系教授兼系主任。1957年，被错划为“右派分子”。后来他在哈佛大学时所写的关于国际私法方面的一部40多万字的书稿被毁。文革结束后得到平反。
文革结束后，韩德培和武汉大学法学院另一位法学家马克昌为重振武汉大学法学院做出了贡献。韩德培还在武汉大学创立了武汉大学环境法研究所。

## 社会兼职
曾任中国国际私法学会会长、中国环境资源法学会会长、中国国际法学会名誉会长等职。

## 学生
其主要弟子之一的王受之，在其去世后任汕头大学长江艺术与设计学院院长，后赴上海就任上海科技大学创意与艺术学院副院长兼智能虚拟设计实验室主任。其主要弟子之二的黄进，在其去世后辞去武汉大学副校长、武汉大学法学院院长的职务，赴北京就任中国政法大学校长。

## 家庭
- 祖父韩锦坤，太平天国翼王石达开的副将
- 姐姐韩秀芳，被评为中国最佳风采女寿星
- 弟弟韩德馨，中国煤田地质学奠基人、中国工程院院士